# 香城固乡
香城固乡是中国河北省邯郸市邱县下辖的一个乡。

## 行政区划
香城固乡下辖北香城固村、中香城固村、南香城固村、南刘村、焦云固村、张云固村、刘云固村、西赵屯村、东赵屯村、安仁镇村、张家堡村、始合堡村、本马堡村、东庄村、西张家庄村、中张家庄村、东张家庄村、登云寺村、小临河村、东临河村、西临河村、西刘善堡村、谷庄村、庄头村、东关村、南关村、杜庄村、马兰村、东石彦固村、西石彦固村、小屯村、傅西村、傅中村、傅东村、周庄村。